# Alluaudia humbertii
Alluaudia humbertii és una espècie de plantes amb flors que pertany a la família de les didiereàcies.

## Descripció
Alluaudia humbertii primer creix com un arbust amb brots que s'estenen i més tard com un arbre de 5 a 6 metres d'alçada amb un tronc esvelt i llis i una capçada densament ramificada. Les espines són grises i solitàries i fan de 5 a 10 mil·límetres de llargada. Les fulles, que solen aparèixer per parelles per sota de les espines, són ovades a obovades i apunten amb el costat estret cap amunt, fan de 5 a 16 mm de llargada i de 5 a 10 mm d'amplada.
Les flors apareixen en petites inflorescències cimoses. Les flors masculines tenen un color verdós i fan uns 10 mm de diàmetre i les femenines són blanques fan entre 4 a 6 mm de diàmetre. Els fruits són allargats fan 5 mm de llargada.
El nombre de cromosomes és {\displaystyle 2n=48}.

## Distribució
Alluaudia humbertii es distribueix al sud i al sud-oest de Madagascar sobre sòls silicatats de les planes costaneres.

## Taxonomia
La primera descripció d'Alluaudia humbertii va ser duta a terme el 1934 per Pierre Choux (1890-1983) i publicat a Mémoires de l'Académie Malgache 18: 30–32, 60–61, f. F, 10, 14, 25–29, 46–48.
La posició de l'espècie dins del gènere és única a causa dels seus brots nus.
Etimologia
Alluaudia: gènere que va ser dedicat a l'explorador francès François Alluaud (1861-1949).
humbertii: epítet en honor del botànic francès i coneixedor de la flora de Madagascar Jean-Henri Humbert (1887–1967).